# Roodnekbosral
De roodnekbosral (Aramides axillaris) is een vogel uit de familie van de rallen, koeten en waterhoentjes (Rallidae).

## Verspreiding en leefgebied
Deze soort komt voor van Mexico tot Ecuador, Belize en noordelijk Zuid-Amerika.

## Status
De grootte van de populatie is in 2019 geschat op 50-500 duizend volwassen vogels. Op de Rode lijst van de IUCN heeft deze soort de status niet bedreigd.

## Externe link

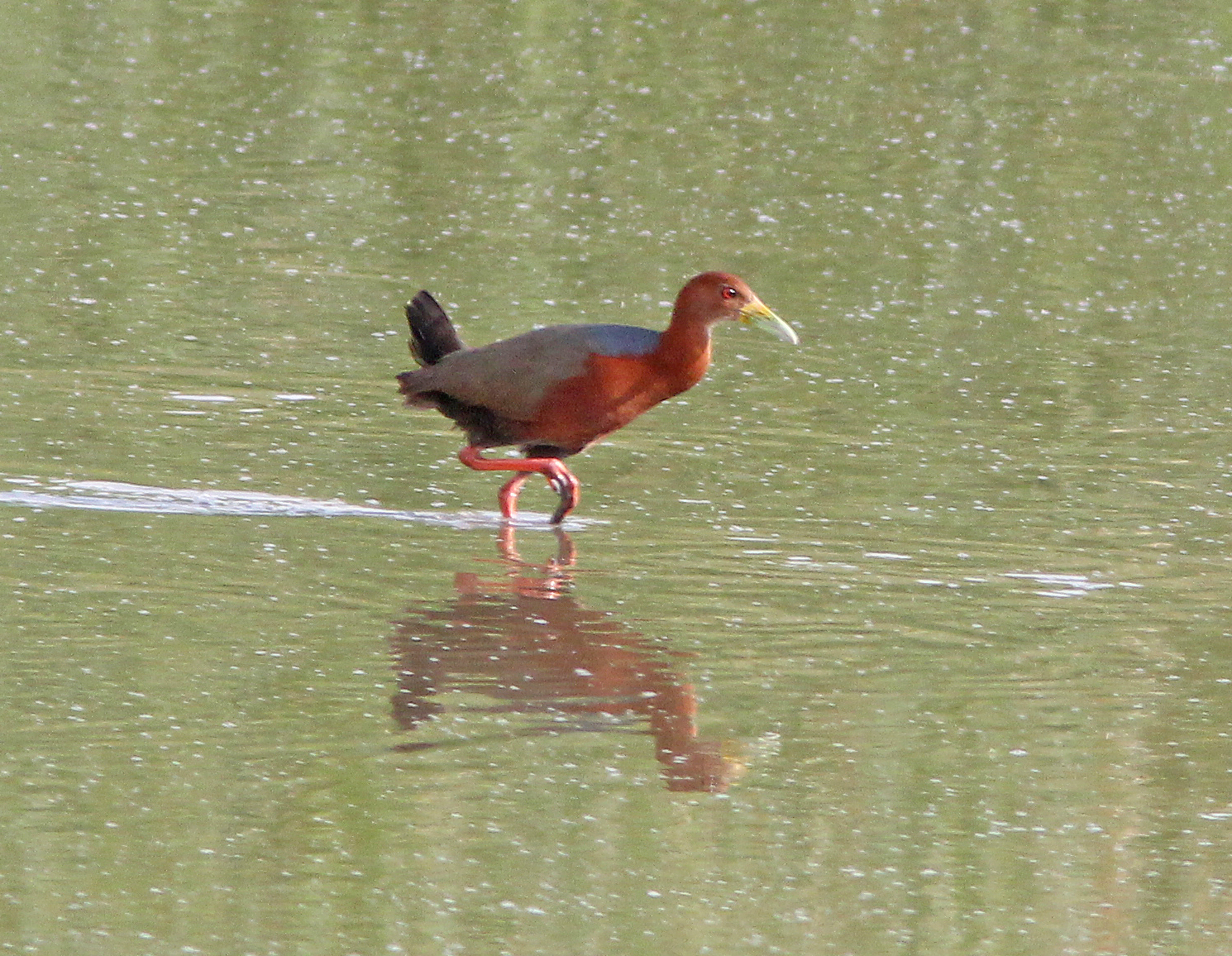